# آب نارك (مقاطعة فسا)
آب نارك (بالفارسية: آب نارک) هي قرية تقع في قسم كوشك قاضي الريفي (مقاطعة فسا) في إيران.